# Veli
Veli  è un nome proprio di persona finlandese maschile.

## Varianti
- Ipocoristici: Veikko[1]

## Origine e diffusione
Vuol dire semplicemente "fratello" in finlandese; ha lo stesso significato dei nomi Adelfo, Germano e Bror.

## Persone

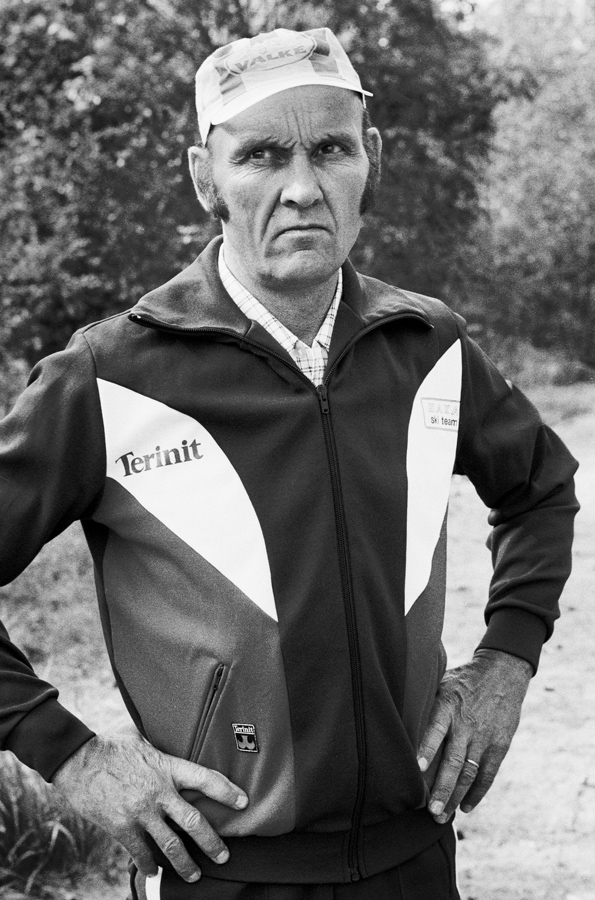
Veikko Hakulinen

- Veli-Matti Ahonen, saltatore con gli sci finlandese
- Veli Kavlak, calciatore austriaco
- Veli Lampi, calciatore finlandese
- Veli-Matti Lindström, saltatore con gli sci finlandese
- Veli Nieminen, ginnasta e tiratore finlandese
- Veli Saarinen, fondista, dirigente sportivo e allenatore di sci nordico finlandese

### Variante Veikko
- Veikko Hakulinen, fondista e biatleta finlandese
- Veikko Karvonen, atleta finlandese
- Veikko Salminen, pentatleta finlandese